# Konrad Bloch
Konrad Emil Bloch (21 de enero de 1912 - 15 de octubre de 2000) fue un químico germano estadounidense. Fue galardonado con el premio Nobel de Medicina en 1964, junto a Feodor Lynen, por sus descubrimientos de los mecanismos y regulación del colesterol. 
Nació en Neisse (Silesia), que actualmente es la ciudad de Nysa, en Polonia.
Estudió química en la Escuela Técnica Superior de Múnich, especializándose en Química Orgánica. Tras la subida al poder del partido nazi emigró a Suiza y tras permanecer dos años se trasladó a Estados Unidos donde adquirió la nacionalidad en 1944. Trabajó en el departamento de Bioquímica de la Universidad Columbia donde se doctoró. Posteriormente pasó a tcolaborar en el departamento de Química de la Universidad de Cambridge (Massachusetts) y en la Universidad de Chicago. Obtuvo la cátedra de bioquímica de la Universidad Harvard.
Independientemente de Feodor Lynen, se dedica al estudio del proceso de la síntesis del colesterol, descubriendo que el ácido acético es el comienzo de una sucesiva cadena de reacciones químicas cuyo producto final es el colesterol. Ambos investigadores contribuyeron al conocimiento del metabolismo intermedio de las grasas y lípidos. Los avances en este campo fueron decisivos en el estudio de las enfermedades circulatorias y el posterior tratamiento de la arterioesclerosis.
Fue uno de los últimos investigadores que descubrió el importante papel que tiene el colesterol en la formación de las hormonas sexuales, descubrimiento que abrió el camino de la biosíntesis de esteroides activos.
Fue galardonado, junto a Feodor Lynen, con el Premio Nobel de Fisiología o Medicina en el año 1964.

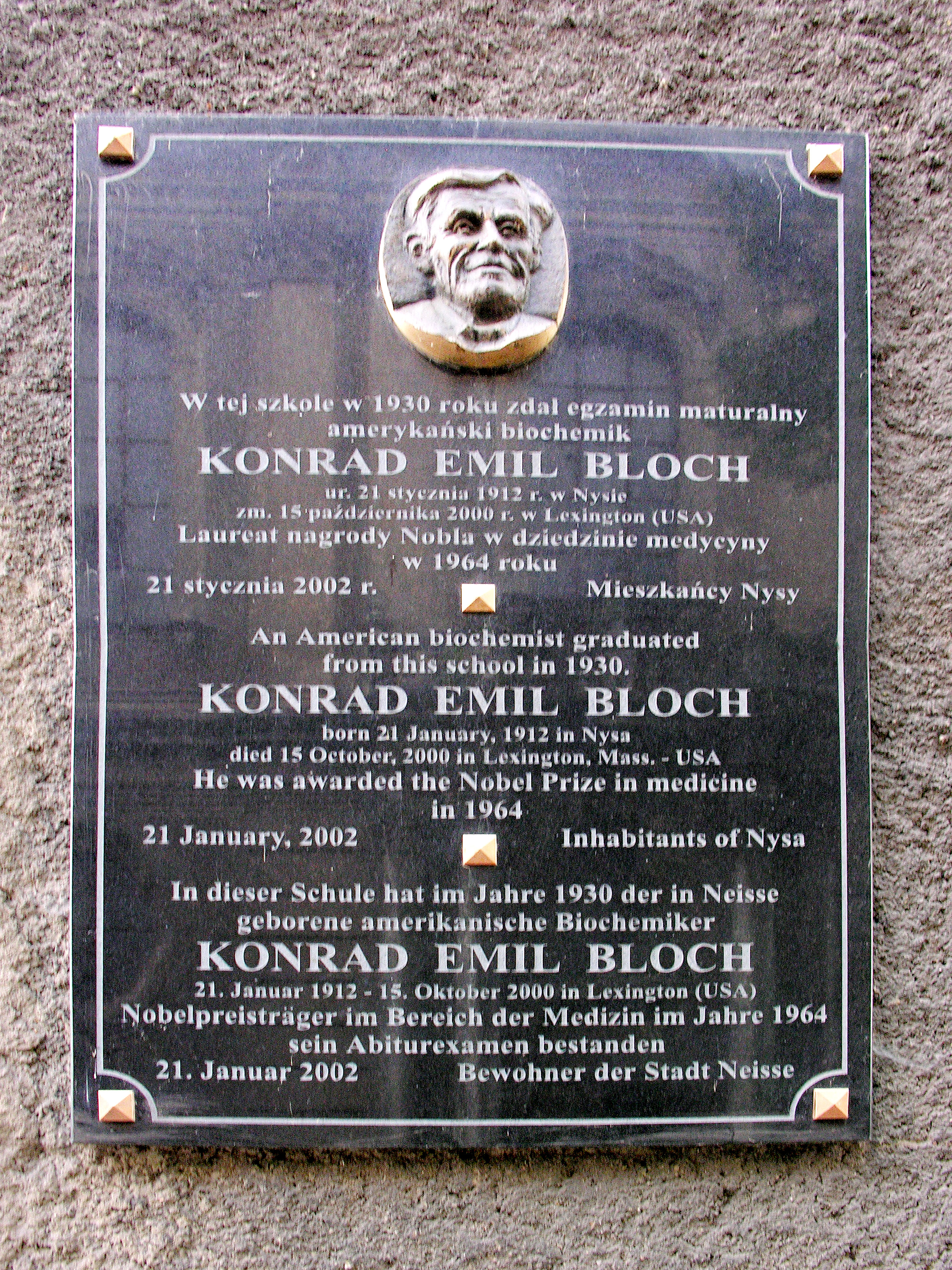
Placa de Konrad Bloch, en Nysa.